# Macromalthinus belemensis
Macromalthinus belemensis is een keversoort uit de familie soldaatjes (Cantharidae). De wetenschappelijke naam van de soort werd in 1981 gepubliceerd door Michel Brancucci. De soort komt voor in Brazilië; het holotype is afkomstig uit Belém (Pará). De totale lengte is 7 tot 7,5 mm.